# Ђорђе Миловић
Ђорђе Миловић  (Беочин,  7. мај 1960) српски је стрип цртач. Стрипом се бави одмалена, а прве радове објављује 1980-их година. у часописима „Глас омладине“ (касније „Став“), Видици и Младост.

## Каријера
Одмах након првих радова, почиње да објављује и у најзначајнијим стрип ревијама тог времена – „Ју стрипу“ („Yu strip“), „Стрипотеци“ и „Патку“.
Током следеће деценије Миловић објављује краће сторије у „Дневнику“, „Трону“, „Времену забаве“, „Укусу несташних“, „Стриперу“ и словеначком „Стрипбургеру“. У својим радовима бави се превасходно савременим човеком, питањима идентитета, односом међу половима, општим местима живота у квази-урбаној средини. Године 2003. објављује албум кратких прича под називом „Оно што тражим“ у заједничком издању београдског и новосадског Студентског културног центра. Следеће године излази нови Миловићев албум, у боји, рађен према мотивима прозе Дина Буцатија. Збирка се зове „Грбе у врту“ а све приче су сликане акварелом на плавом папиру. Издавач је СКЦ из Новог Сада. За истог издавача 2008. године објављује нову збирку ауторских прича под називом „Насиље за почетнике“. Исте године осваја и прву награду на заједничком конкурсу „Стрипотеке“ и Француског културног центра за стрип инспирисан делом Жила Верна. Запажене краће стрипове у колору објављује и у часописима „Еннеа“ (2008) и „Стриполис“ (2009).
Поред стрипа бави се и илустрацијом. Објављује у „Политикином забавнику“ и илуструје књиге за Завод за издавање уџбеника, Одисеју и друге издаваче. За београдску кућу „Бели Пут“ илуструје књигу басни и афоризама Леонарда да Винчија под називом „Узгредник“ која осваја награду за најбоље илустровану књигу на 52. Београдском сајму књига 2007. године. Од 2006. године илуструје пет књига Бориса Вијана у издању „Кише“ из Новог Сада. Инспирисан истоименим романом овог француског писца, 2010. године завршава свој најдужи стрип под називом „Црвена трава“.

## Стрипографија
- 2003. Оно што тражим, СКЦ Нови Сад
- 2004. Грбе у врту, СКЦ Нови Сад
- 2008. Насиље за почетнике, СКЦ Нови Сад
- 2010. Црвена трава, Комико Нови Сад

## Награде
- 1988. награда за најперспективнијег младог аутора на четвртом винковачком Салону југословенског стрипа.
- 1988. награда за стрип на „Палилулској олимпијади културе“.
- 2007. награда за најбоље илустровану књигу на 52. Београдском сајму књига
- 2008. VI међународни салон стрипа у Београду - награда спонзора за стрип „Смрт од воде“
- 2008. 1. награда на конкрусу „Тајни живот Жила Верна“